# Mena (Ucrânia)
Mena (em ucraniano:   Мена) é uma cidade da Ucrânia, situada no Oblast de Tchernihiv. Tem 9,95 km² de área e sua população em 2020 foi estimada em 11.243 habitantes.